# Vector (biologia molecular)
Em clonagem molecular, um vector é uma molécula de ADN usada como veículo para transportar artificialmente material genético estranho para outra célula, onde pode ser replicado ou expresso (por exemplo, um plasmídeo, cosmídeo, fago lambda). Um vector que contenha um ADN estranho denomina-se ADN recombinante. Os quatro tipos principais de vectores são plasmídeos, vectores virais, cosmídeos e cromossomas artificiais. Destes os vectores que mais se usam são os plasmídeos. Algumas características comuns a todos os vectores usados em engenharia são ter uma origem de replicação, um sítio de clonagem múltiplo e um marcador seleccionável.
O vector é uma sequência de ADN que consiste num enxerto (transgene) e uma sequência mais grande que serve como "esqueleto" do vector. O propósito de um vector que transfere informação genética para outra célula é tipicamente isolar, multiplicar ou expressar o enxerto na célula alvo. Todos os vectores podem-se utilizar para a clonagem e, portanto, são vectores de clonagem, mas há também vectores desenhados especialmente para a clonagem, enquanto que outros podem ser desenhados especificamente para outros propósitos, como a transcrição e a expressão proteica. Os vectores desenhados especificamente para a expressão do transgene na célula alvo denominam-se vectores de expressão e geralmente têm uma sequência promotora que dirige a expressão do transgene. Os vectores mais simples, chamados vectores de transcrição só podem ser transcritos mas não traduzidos: podem ser replicados numa célula alvo mas não expressos, ao contrário dos vectores de expressão. Os vectores de transcrição são usados para amplificar os seus enxertos.
A manipulação do ADN realiza-se normalmente com vectores de E. coli, que contêm os elementos necessários para a sua manutenção em E. coli. Porém, os vectores podem também ter elementos que lhes permitem ser mantidos noutros organismos como as células de leveduras, plantas ou mamíferos, e estes vectores denominam-se vectores lançadeira. Tais vectores têm elementos bacterianos ou virais, que podem ser transferidos para o organismo hóspede não bacteriano; porém, também se desenvolveram outros vectores denominados intragénicos para evitar a transferência de qualquer material genético de uma espécie alheia.
A inserção de um vector numa célula alvo é denominada geralmente transformação nas células bacterianas e transfecção nas células eucariotas, embora a inserção dum vector viral costume denominar-se transdução.